# Publio Lucrecio Tricipitino
Publio Lucrecio Tricipitino  fue un político y militar romano del siglo V a. C. perteneciente a la gens Lucrecia.

## Familia
Lucrecio fue miembro de los Lucrecios Tricipitinos, la más antigua rama familiar patricia de la gens Lucrecia. Fue hijo del consular Hosto Lucrecio Tricipitino.

## Carrera pública
Siendo tribuno consular en el año 419 a. C., hubo una conjura de esclavos que pretendía incendiar Roma, pero se evitó por la denuncia de dos esclavos. Fue reelegido dos años después, en un año marcado por los desórdenes civiles motivados por las leyes agrarias.